# Oidiphorus
Oidiphorus es un género de peces de la familia Zoarcidae en el orden de los Perciformes.

## Especies
- Oidiphorus brevis   Norman, 1937
- Oidiphorus mcallisteri  Anderson, 1988[1]